# Lista de filmes portugueses de 1983
Lista de filmes portugueses de longa-metragem lançados comercialmente em Portugal em 1983, nas salas de cinema.
Notas: Na secção coprodução, passando o cursor sobre a bandeira aparecerá o nome do país correspondente.
| # | Filme                | Realização           | Género       | Estreia         | Coprodução          |
| - | -------------------- | -------------------- | ------------ | --------------- | ------------------- |
| 1 | A Cidade Branca      | Alain Tanner         | Drama        | 21 de abril     | Suíça · Reino Unido |
| 2 | Dina e Django        | Solveig Nordlund     | Drama, crime | 29 de abril     | —                   |
| 3 | A Estrangeira        | João Mário Grilo     | Drama        | 4 de março      | —                   |
| 4 | Fim de Estação       | Jaime Silva          | Drama        | 28 de outubro   | —                   |
| 5 | Um S Marginal        | José de Sá Caetano   | Fantástico   | 4 de agosto     | —                   |
| 6 | Sem Sombra de Pecado | José Fonseca e Costa | Drama        | 11 de fevereiro | —                   |